# نودرامد
نودرامد پیربکران(فلاورجان)، روستایی از توابع بخش پیربکران شهرستان فلاورجان در استان اصفهان ایران است.

## جمعیت
این روستا در دهستان گرکن شمالی قرار دارد و براساس سرشماری مرکز آمار ایران در سال ۱۳۸۵، جمعیت آن 700نفر (۱7۳خانوار) بوده‌است.

## توضیحات مستمر
این روستا یکی از روستاهای خیلی خوب اصفهان است.
- «نتایج سرشماری عمومی نفوس و مسکن ۱۳۸۵». درگاه ملی آمار ایران. بایگانی‌شده از اصلی در ۱ ژانویه ۲۰۱۳. دریافت‌شده در ۱ ژانویه ۲۰۱۳.روستای نودرامد دارایی2 مسجد است. همچنین کوچه های ان با نام ولی عصر شناخته میشوند . بچه های این روستا موتور را بسیار دوست دارند . کشت و کاشت درخت به در این منطقه بسیار رایج و قطب به ایران به کمک فلاورجان به حساب می اید .  تاریخ چه روستای نودرامد_: قدمت این روستا به 400 سال پیش ، زمان صفویان بر میگردد . زمانی که در این ناحیه قلعه و صحرای معروفی بنام نودرامد بود .  شیخ بهایی به این منطقه اب رسانید و ان را سرسبز کرد .  در طومار وی امده . سالها بعد اقوامی از مبارکه به اینجا سفر کردند به دنبال اب . و پس از گرد هم امدن انان تصمیم گرفتند که درکنار هم زندگی کنند . روستای نودرامد بالغ بر 10 تایفه دارند . بسیاری از انان از روستاهای اطراف بدلیل صلح و ابادی به این منطقه کوچ کردند .  اوضاع اقتصادی نودرامد_: نودرامد شغل های مختلفی دارد که به برخی از انان میپردازیم .  1_ نودرامد مغازه های بسیاری دارد . ازجمله سوپری ها و فروشگاه ها و نانوایی ها و پروتوعینی و فست فودی های فراوان دارد . 2_ بیشتر مردان این روستا در شرکت های اطراف مشغول به کار کردند . 3_برخی از مردان روستا به کاربر روی ماشین های سنگین مشغولند . 4_زنان روستا به مشاغل خانگی و فروش مجازی می پردازند .